# 列克星敦鎮區 (密蘇里州拉法葉縣)
列克星敦鎮區（英語：Lexington Township）是位於美國密蘇里州拉法葉縣的一個行政鎮區。

## 地方資料
列克星敦鎮區的面積為212.31平方千米，當中陸地面積為206.02平方千米，而水域面積為6.29平方千米。根據2020年美國人口普查的數據，當地共有人口5752人，而人口密度為每平方千米27.09人。